# مجمع اللغة السويدية
مجمع اللغة السويدية هو المسؤول الرئيسي عن تطوير وتهذيب اللغة السويدية باستمرار. تُموِّل الحكومة السويدية المجمع جزئياً، وبالمجمل فإنه يُعد مؤسسة شبه رسمية. يَنشر مجمع اللغة السويدية كتباً تعليمية مُختلفة عن تسطير وقواعد السويدية، بالإضافة إلى كتب عامة عن علم اللغويات، وتُستخدم مبيعات هذه المنشورات لتمويل أعمال المجمع نفسه. يَعمل المجمع أيضاً على دعم لغات الأقليات الخمس الرسمية في السويد، وهي اللغات الفنلندية والمينكييلي واليدشية والرومانية والسامي، بالإضافة إلى لغة الإشارة السويدية.
يَضمُّ مجمع اللغة السويدية تحت جناحه منظّمات أخرى مهتمة باللغة السويدية، منها الأكاديمية السويدية وشركة الإذاعة السويدية، كما أن من بينها أيضاً منظمات عدة تُمثل صحفيين ومُعلمين وكتاباً ومثقفين آخرين.
يَنشر مجمع اللغة السويدية منذ عام 1965 مجلة فصلية - تصدر كل ثلاثة شهور - باسم "Språkvård" أي "الاهتمام اللغوي"، والتي تنشر مقالات متنوّعة عن المواضيع المتعلقة باللغة السويدية وتُجيب عن أسئلة القراء حول قواعد اللغة. ولدى المجلة حالياً أكثر من 6,500 مشترك في السويد.